# 화랑연병장

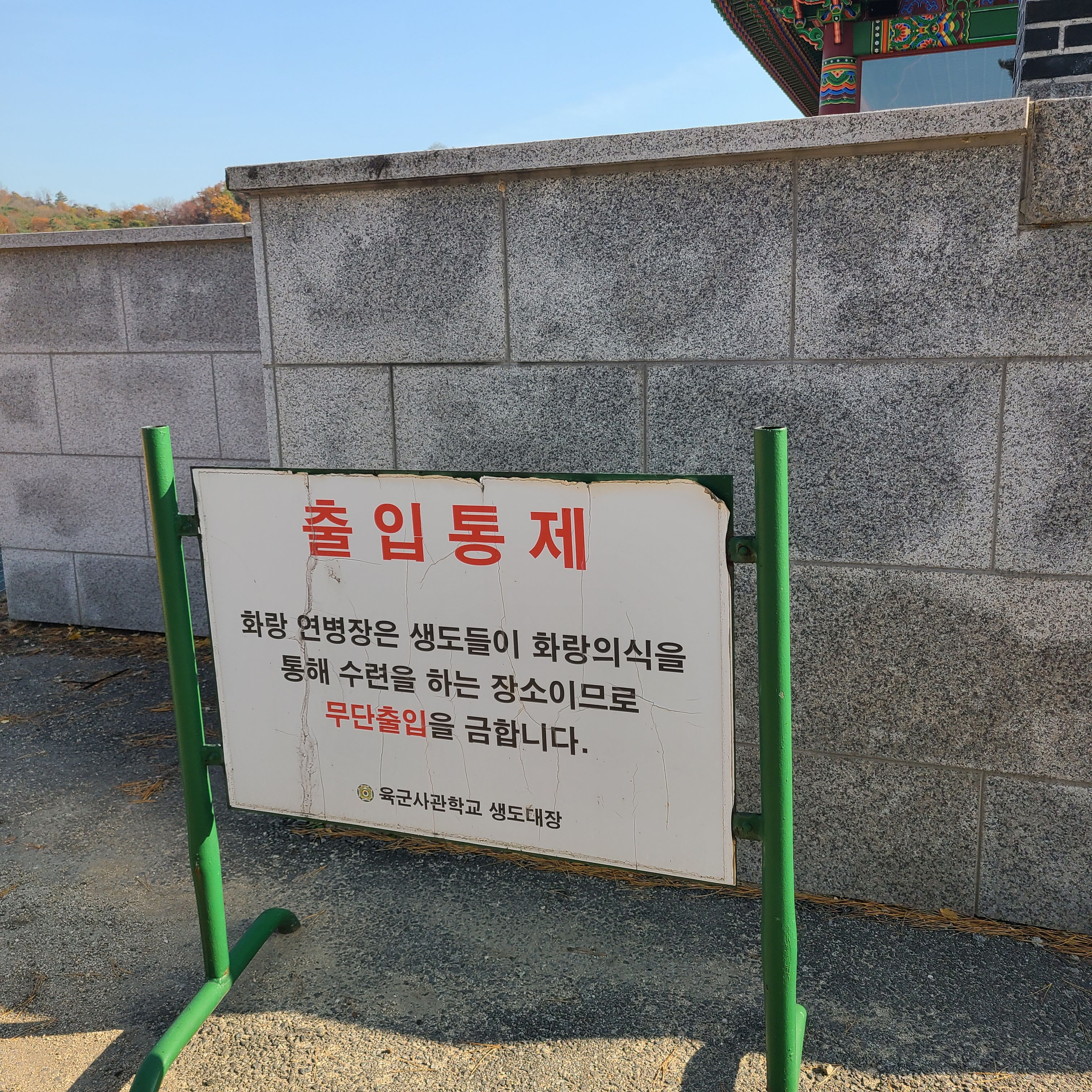
화랑연병장

화랑연병장(Hwarang Archery Ground)은 육군사관학교 생도들이 매주 금요일 화랑의식을 실시하는 장소이며 입학식, 졸업식, 이취임식 등 육군사관학교의 각종 행사가 진행되는 장소이다.

## 역사

### 연병장
삼국 통일을 이룩한 신라 화랑들의 정신을 이어 받아 사관생도들이 국가의 간성이 되기를 기원하는 뜻에서 1958년 5월 31일, 당시 육군사관학교 학교장(14대)이었던 이한림 중장에 의해 육사 14기 생도들의 졸업식에 맞춰 준공되었다. 총면적은 33,058m2(10,000평) 규모이고 우리나라 전통 건축 양식을 따라 제작한 사열대와 옛 성곽의 전통미를 갖춘 관람석, 주변의 경관과 자연스럽게 어울리는 웅장한 규모와 아름다움으로 육사를 상징하는 공간으로 자리매김하고 있다.

### 사열대
연병장 중앙에 위치한 사열대는 1966년 9월 24일 육군사관학교 제 2기 동기회에 의해 건립되었다. 사관생도들이 삼국을 통일한 신라 화랑들의 기본정신이었던 도, 충, 효, 신, 인, 용의 정신을 이어받아 훌륭한 국가의 간성이 되는 것을 신조로 하기 위하여 박정희 대통령의 하사금과 육군사관학교 제 2기 동기생의 모금으로 건립하였다. 고전형 기와와 단청 및 성곽형 주변 담장으로 형성되어있으며 2017년 고정식 의자를 설치하는 증 대대적인 시설 보수를 통해 학교 주 행사장으로서의 면모를 확립하고 관람객들의 편의를 도모할 수 있도록 하였다.

## 각종 행사
화랑연병장에서는 육군사관학교의 각종 행사들이 진행된다. 행사에는 입학식, 졸업식, 화랑의식 등 생도들만의 의식도 있지만 학교장, 생도대장을 비롯한 간부들의 이임식과 취임식도 진행된다.

### 입학식

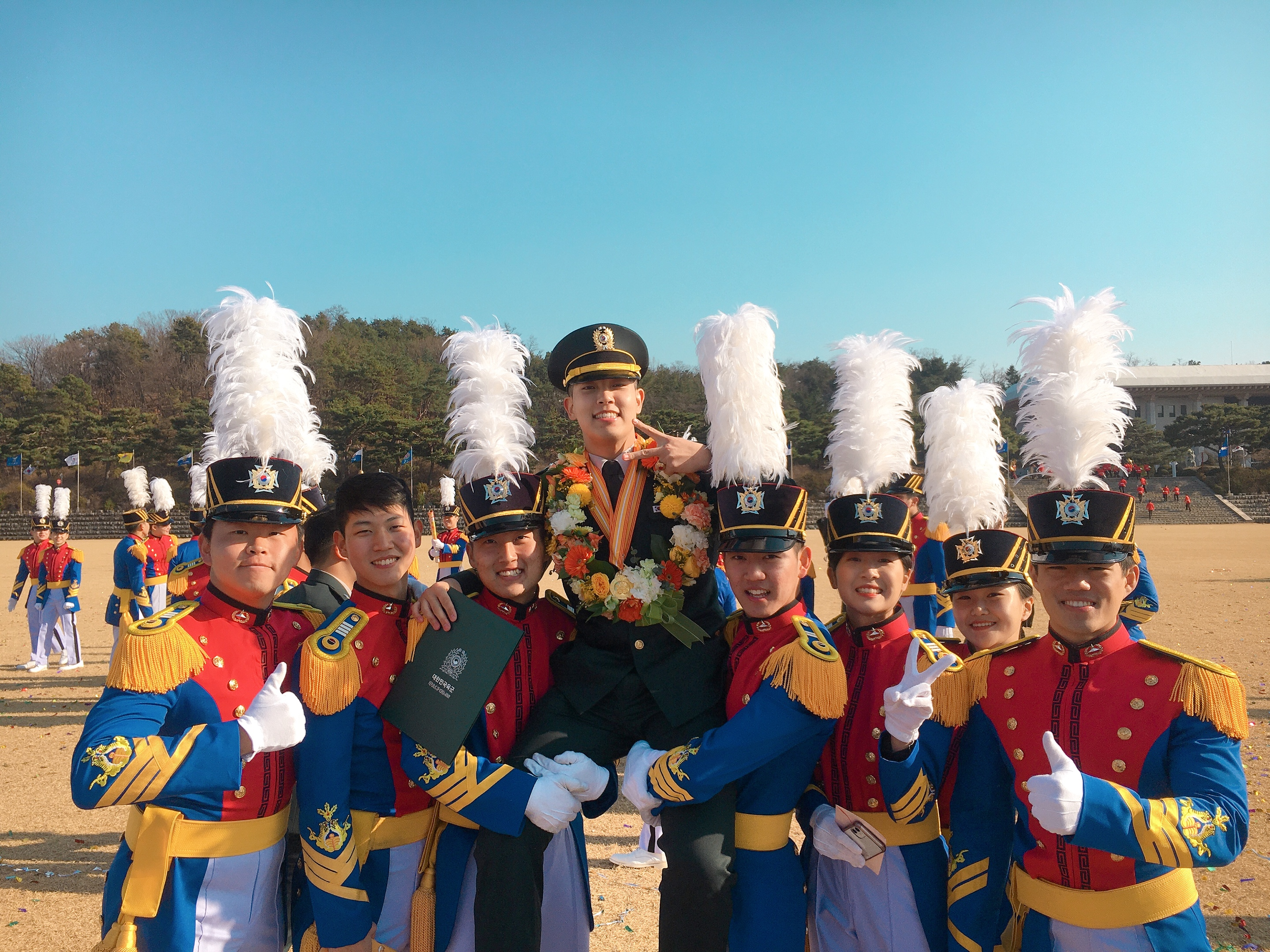
육군사관학교 졸업식

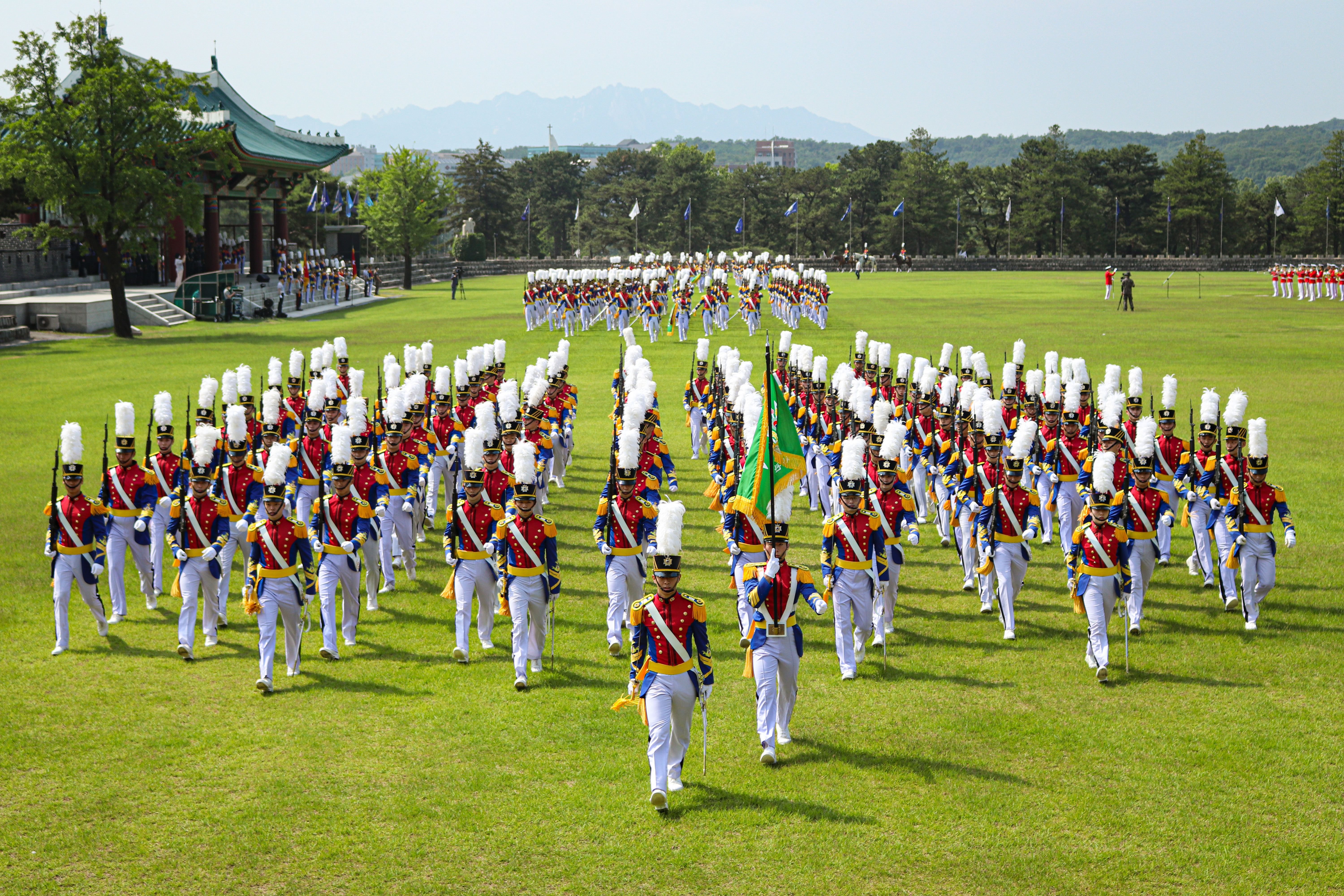
화랑의식

입학식은 사관생도들이 생도생활을 시작하는 첫걸음이라고 할 수 있다. 생도들은 입학하기 전 5주 동안 화랑기초훈련을 통해 군인화 교육을 받는다. 군인다운 언어, 군인다운 행동을 배우고, 총기를 받고, 사격훈련과 행군 등 각종 군사훈련을 받는다. 5주 간의 훈련을 마치고 화랑연병장에서 정식 생도로 인정을 받는 입학식을 하게 된다. 입학식에서 생도들은 그들의 다짐을 담은 선서를 하게 된다. 4년 동안 어떤 마음가짐으로 생도생활을 하겠다는 각오를 담은 선서문을 낭독하며 생도생활의 첫걸음을 내딛는다.

### 졸업식
졸업식은 사관생도들이 4년 동안의 생도생활을 마무리하고 장교로서의 첫 발을 내딛는 행사이다. 대통령 혹은 국방부장관 주관으로 진행되며 졸업생도들은 장교 정복을 입고 졸업식과 임관식을 동시에 진행한다. 4년 동안의 성적을 바탕으로 각종 상을 수여하며 많은 이들로부터 축하를 받는 자리이다. 졸업하고 소위가 되는 생도들에게 소위 계급장과 장교 임명장이 주어진다. 또한 후배 생도들이 장교로서의 임관을 축하하는 마음을 담아 지환 반지를 선물하기도 한다. 

### 화랑의식
화랑의식은 1952년 육사 초창기부터 실시되었다. 처음에는 '분열식'이라는 이름으로 불렸고 1969년부터는 '특기식'이라고 불렸다. 이후 생도들만의 독특한 의식이 진행되는 것을 옛 화랑의 구국정신을 계승한다는 의미에서 '화랑의식'으로 부르고 있다. 화랑의식은 매주 금요일 예복 복장으로 실시되며 생도들은 경건하게 한 주간의 생활을 반성하고, 지휘근무생도의 복무 중점에 맞춰 다음 한 주를 계획한다. 화랑의식은 화랑연병장 입장, 명예위원장생도에 의한 명예제언, 사관생도신조 및 도덕률 제창, 집총제식, 여단장생도 중심의 주간결산, 교가제창, 분열 순으로 진행된다. 분열은 연병장 한 쪽 끝에서 출발하여 사열대를 지나 재구상까지 진행된다. 특히 분열은 화랑8경 중 제5경에 해당하는 것으로 삼국통일의 중추적 역할을 담당했던 화랑을 본받아 오늘날의 화랑인 사관생도들의 기백을 보여주는 모습이라 할 수 있다.